# Полицейская академия
«Полицейская академия» (англ. Police Academy) — американский комедийный фильм 1984 года, снятый Хью Уилсоном в его режиссерском дебюте и распространяемый Warner Bros. Pictures, вместе с продюсером Полом Маслански, снят по сценарию Нила Израэля и Пэта Профта. Премьера фильма состоялась 23 марта 1984 года в США. Его история следует новой политике найма в академию неназванного полицейского управления, которая должна принимать любого новобранца, желающего попробовать себя в качестве офицера полиции. Главные роли в фильме исполнили Стив Гуттенберг, Ким Кэтролл и Джордж Бэйли.
Фильм стал мировым хитом и собрал по всему миру около 149,8 миллионов долларов из которых 81,2 миллион было собрано в США, что делает фильм самым кассовым во всей серии фильмов «Полицейская академия». Фильм был произведен The Ladd Company. Премьера состоялась 23 марта 1984 года. Фильм породил шесть сиквелов франшизы «Полицейская академия».

## Сюжет
4 марта 1984 года новый мэр города Мэри Сью Бил издала указ, требующий принимать в полицейскую академию всех желающих независимо от физических данных. Теперь ни рост, ни вес, ни пол, ни образование, ни слабое здоровье не могут являться препятствием для поступления в академию. Сотни людей, которые и мечтать об этом не могли, записались туда немедленно. Полицейское руководство пришло в смятение.
Одному из главных героев, Кэри Махоуни, предлагают поступить в полицейскую академию в качестве альтернативы тюрьме, куда бы он попал, если бы следователь капитан Рид не был знаком с его отцом. В участок Махоуни (водитель-виртуоз) попал за разбитую машину своего клиента. Капитан Рид предупреждает Махоуни, что его могут исключить, но если он сам уйдёт, то сразу попадёт в тюрьму. Махоуни соглашается на предложение поступить в академию, предполагая, что его выгонят оттуда сразу в первый же день. Вместе с ним в академию поступают волшебник звуковых эффектов Ларвелл Джонс, с которым он успел познакомиться в полицейском участке, мускулистый цветочник-афроамериканец Мозес Хайтауэр, застенчивая и скромная Лаверн Хукс, непобедимый герой Юджин Тэклбери, мачо и ловелас Джордж Мартин, рассеянный и неуклюжий Дуглас Факлер и милый толстячок Лесли Барбара. Офицеры, не согласные с решением мэра брать в академию всех желающих, решают не выгонять курсантов в первый же день, а просто довести их до ухода из академии по собственному желанию.
Махоуни сразу же пытается сделать так, чтобы его исключили. Для этого он под видом инструктора начинает нагло приставать к одной из курсанток Карен Томпсон, требуя, чтобы она подняла юбку. Затем во время раздачи формы, встретив опоздавшего Барбару, он отправляет того за формой в дом ректора. Тем временем инструктор лейтенант Таддеус Харрис просит двух курсантов Чеда Коупленда и Кайла Блэнкса помочь ему избавиться от нежелательных курсантов, и для этого он назначает их старшими во взводе. Те с радостью соглашаются.
Вскоре начинаются тяжёлые тренировки курсантов. Инструкторы лейтенант Харрис и сержант Дебби Каллахан всеми силами изматывают курсантов, превращая их жизнь в мучения. Однако даже во время занятий Махоуни пытается подшучивать над Харрисом, но тот сразу отвечает, что если Махоуни хочет, чтобы его отчислили, то у него это не получится. Тогда Махоуни отправляется к ректору академии Эрику Лассарду и напрямую просит отчислить его. Но оказывается, что Лассард дал обещание капитану Риду, что не исключит Махоуни из академии и более того, вместо положенных 14 недель занятий продержит его в академии все 24 недели. Махоуни понимает, что он по сути в тюрьме. Однако он не сдаётся и во время следующей тренировки намазывает мегафон Харриса гуталином. Харрис этого не замечает и, наорав на Махоуни через мегафон, пачкает губы, после чего идёт к Лассарду, который, увидев лейтенанта, смеётся над ним. Позже, поняв в чём дело, Харрис заставляет Махоуни под надзором Коупленда и Блэнкса бегать кросс ночью до полного изнеможения. Вскоре противостояние Харриса и Махоуни доходит до такой степени, что Харрис звонит капитану Риду и приказывает Махоуни попросить Рида отчислить его. Но Махоуни, который начал испытывать симпатию к Томпсон, отказывается, за что Харрис на этот раз приказывает ему опять же под надзором Коупленда и Блэнкса отжиматься под проливным дождём.
Вскоре наступают первые выходные. Харрис, подозревая, что курсанты устроят вечеринку, приказывает Коупленду и Блэнксу узнать, где она будет, и позвонить ему, когда курсанты начнут хулиганить. Коупленд и Блэнкс заставляют Барбару узнать у Махоуни, где будет вечеринка. Однако Махоуни, заподозрив что-то неладное, называет местом вечеринки бар «Голубая устрица». Когда Коупленд и Блэнкс приходят туда, то оказывается, что это гей-бар и местные медведи заставляют их все выходные танцевать с ними, в то время как все остальные курсанты весело проводят вечеринку, на которой между Махоуни и Томпсон возникает роман.
После возвращения в академию разозлённые Коупленд и Блэнкс решают отомстить Барбаре и приводят в его комнату проститутку. Растерявшийся Барбара зовёт на помощь Махоуни, и тот отводит проститутку в актовый зал и прячет внутри трибуны, говоря, что сейчас придёт клиент. В этот момент в зал входит Лассард, который знакомит некую делегацию с академией, что заставляет Махоуни спрятаться с проституткой в трибуне. Лассард встаёт за трибуну и начинает презентацию, и в этот момент проститутка высовывается из трибуны и начинает делать Лассарду минет, чем вводит ректора в конфуз. После окончания презентации Лассард видит как из трибуны вылезает Махоуни, чем ещё больше смущается. Однако выходка Махоуни остаётся безнаказанной.
Тем временем курсанты продолжают обучение, и их навыки совершенствуются. Махоуни меняет свою позицию и теперь хочет быть офицером полиции. Вскоре курсанты отправляются в свой первый патруль. Махоуни едет с Харрисом. Во время патрулирования происходит неприятный случай: Махоуни и Харрис попадают в пробку, вызванную ДТП. Харрис, пытаясь добраться до места аварии, угоняет мотоцикл. Однако на огромной скорости он врезается в машину и влетает прямо в зад лошади, находящейся в кузове одного из грузовиков. Позже на построении Харрис замечает, как все курсанты, и даже Каллахан, давятся от смеха, хотя Махоуни уверяет, что никому ничего не рассказывал.
Вскоре приходит время сдачи экзамена на вождение. Хайтауэр просит Махоуни научить его водить машину. Вдвоём они угоняют машину Коупленда и отправляются тренироваться в город. Хайтауэр быстро учится водить машину и в итоге ловко уходит от погони полицейских, а на следующий день блестяще сдаёт экзамен. Однако следующая — Хукс — во время сдачи экзамена случайно переезжает ноги Коупленду и тот в порыве гнева грубо её обзывает. Разозлившийся Хайтауэр идёт к Коупленду, а тот от страха прячется в машине, но Хайтауэр переворачивает её, за что Харрис исключает его из академии, и Хайтауэр возвращается на свою прежнюю работу — цветовода. Вскоре Коупленд и Блэнкс находят разбитую машину первого и понимая, что во всём виноват Махоуни, пытаются выяснить с ним отношения в столовой. Однако тому помогает Барбара, который ударяет Коупленда подносом по лицу, после чего Махоуни и Блэнкс дерутся. Далее Харрис пытается выяснить кто начал драку, и Махоуни, не желая подставлять Барбару, берёт всё на себя. Харрис, с огромной радостью, исключает Махоуни из академии.
Тем временем Факлер, находясь на патрулировании в одном из неблагоприятных районов города, выкидывает не понравившееся ему яблоко, которое попадает в голову одному из громил, что в итоге перерастает в массовые беспорядки. Курсантов по тревоге вывозят на их первое задание — патрулировать район беспорядков. Однако из-за ошибки Лассарда, перепутавшего цифры, курсантов привозят в абсолютно тихий и спокойный район и к тому же разбивают на пары. Но вскоре толпа агрессивно настроенных людей приходит и в этот район. Махоуни, Джонс и Мартин, спасаясь от толпы, прячутся в машине приехавшего Лассарда, и им удаётся уехать. В это время в другой части района один из бандитов отнимает у Коупленда и Блэнкса их револьверы. Оба, спасаясь от толпы, снова случайно забегают в «Голубую устрицу». Погромщики берут в заложники Харриса, после чего бандит, отнявший револьверы у Коупленда и Блэнкса, вместе с Харрисом поднимается на крышу здания и стреляет по Каллахан, Томпсон и Хукс. Вскоре к этому месту подъезжают Лассард, Махоуни, Джонс и Мартин. Махоуни под пулями вбегает в здание и поднимается на крышу. Однако бандит, держа на прицеле Харриса, заставляет Махоуни сложить оружие и теперь у него 2 заложника. В этот момент на крыше появляется Хайтауэр, который хитростью усыпляет бдительность бандита, после чего мощным ударом спускает погромщика вниз по лестнице, где его арестовывает Хукс.
Махоуни и Хайтауэра восстанавливают в академии и награждают высшими наградами. Во время произнесения речи Махоуни из трибуны неожиданно высовывается та самая проститутка, которая также начинает делать Махоуни минет. Обескураженный Махоуни смотрит на стоящего рядом Лассарда, а тот отворачивает голову. Фильм заканчивается парадом курсантов.

## В ролях
- Стив Гуттенберг — курсант Кэри Махоуни
- Ким Кэттролл — курсант Карен Томпсон
- Джордж Бэйли — лейтенант Таддеуш Харрис
- Джордж Гейнс — комендант Эрик Лассард
- Лесли Истербрук — сержант Дебби Каллахан
- Мэрион Рэмси — курсант Лаверн Хукс
- Майкл Уинслоу — курсант Ларвелл Джонс
- Бубба Смит — курсант Мозес Хайтауэр
- Дэвид Граф — курсант Юджин Теклбери
- Эндрю Рубин — курсант Джордж Мартин
- Донован Скотт — курсант Лесли Барбара
- Брюс Малер — курсант Дуглас Фэклер
- Дебрали Скотт — миссис Фэклер
- Тед Росс — капитан Рид
- Скотт Томсон — курсант Чед Коупленд
- Брант фон Хоффман — курсант Кайл Блэнкс
- Джордж Робертсон — начальник Хёрнст

## Съёмочная группа
- Композитор — Роберт Фолк.
- Монтаж — Роберт Браун, Зак Стэнберг.
- Художник-постановщик— Тревор Уильямс.
- Оператор — Майкл Д. Маргулис.
- Сценарист — Нил Израэль, Пэт Профт и Хью Уилсон.
- Продюсер — Пол Маслански.
- Режиссёр — Хью Уилсон.

## Производство

### Разработка
Пол Маслански говорит, что идея фильма пришла ему в голову, когда он был в Сан-Франциско на съемках другого своего фильма:
Я заметил кучку нелепо выглядящих курсантов полиции, которых расстроил расстроенный сержант. Это была невероятная компания, включая женщину, которая, должно быть, весила более 200 фунтов, и дряблого мужчину лет за 50. Я спросил о них сержанта, и он объяснил, что мэр приказал департаменту принять широкий спектр для академии. «Мы должны принять их», «И единственное, что мы можем сделать, это вымыть их».
Маслански сказал, что задается вопросом: «А что, если они действительно это сделали?». Он рассказал об этой идее Алану Лэдду-младшему, который согласился профинансировать. Нил Исраэль был нанят для написания сценария вместе с Пэтом Профтом. Исраэль сказал:
Речь идет о блочных комедийных сценах. Если у вас есть четыре или пять таких блок-комедийных сцен в подростковой комедии, у вас есть хит. Если ваши комедийные сцены очень, очень сильны, у вас получится блокбастер.
Считалось, что режиссером фильма стал Дом ДеЛуиз, но он был недоступен. Хью Уилсон был нанят в качестве режиссера благодаря его успеху с сериалом "WKRP в Цинциннати", хотя он не был знаком со многими фильмами этого жанра. Затем он посмотрел много таких фильмов и сказал, что «это было довольно обескураживающе. Это сразу же убедило меня сократить дешевизну. Я попросил и получил возможность усовершенствовать сценарий», я хотел пойти на настоящий смех, а не на такие элементы, как бесплатный секс и подвиги против истеблишмента. Я хотел шутки, основанные на реальности».
Маслански говорит, что Уилсон «убрал большую часть вульгарности; некоторые из тех вещей, которые я считал необходимыми. Я беспокоился, что это становится более однородным, и я сказал Хью: «Давайте сохраним часть метеоризма».
Уилсон говорит: «Я обнаружил, что сцена в душе, сцена на вечеринке и сцена с минетом были обязательными; мне пришлось их вставить. Поэтому я застрял в попытках сделать эти сцены как можно более артистичными».
Согласно Los Angeles Times, около «20 основных элементов фильма» остались от версии Исраэля и Профта. Исраэль говорит, что, когда Уилсон и Маслански передали свою переписку Ladd Company, «она была отклонена, и проект был почти отложен. Только когда они вернули десятки наших шуток, проект получил развитие».
Уилсон был недоволен некоторыми сценами, включая сцену минета и сцену, где сержант полиции был брошен в зад лошади. Компромисса достигли, не показывая сами действия. 
«Я понимаю, что грубость, грубость и грубость можно довести до того момента, пока зрители не сочтут это ужасно повторяющимся и не таким забавным», — сказал Уилсон. «После огромного успеха «Полицейской академии» я больше не верю, что нужно показывать женскую грудь или отпускать жестокие этнические шутки, не говоря уже о разгуле сексизма. И не нужно воспроизводить звуки, которые издает перекормленное тело".

### Экранизация
Вступительные сцены снимались в Торонто, Онтарио. Сцена с камерой была снята на мосту на Черри-стрит в Торонто. Сама Академия ранее была местом психиатрической больницы Лейкшор в Этобико, а с тех пор стала кампусом Лейкшор колледжа Хамбер. Студийные сцены снимались на киностудии Lakeshore Film Studios, а городские сцены снимались в разных частях Торонто. Сцены беспорядков были сняты на Кенсингтонском рынке в Торонто. Серебряный доллар на Спадина-авеню - настоящее название бара, где снимались сцены в баре Голубая Устрица.

## Музыка
В 2013 году La-La Land Records выпустила ограниченным тиражом альбом музыки Роберта Фолка.
1. Main Title/Night Rounds (1:52)
2. Rounds Resume/Tackleberry (1:10)
3. Barbara (0:51)
4. Join Up (1:10)
5. The Academy (1:16)
6. Recruits (1:54)
7. Pussycat/Uniforms (1:56)
8. Assignment (1:20)
9. Formation/Move Out (3:26)
10. Obstacles (2:15)
11. Martin and Company (0:46)
12. Ball Games (0:27)
13. More Martin (0:28)
14. Regrets (1:05)
15. Guns/In Drag (4:01)
16. Warpath (0:28)
17. Improvement (1:15)
18. Jam Up (0:42)
19. Hightower Drive (1:37)
20. Santa Claus Is Coming to Town - J. Fred Coots and Haven Gillespie (0:40)
21. Need to Talk/Hightower Leaves (1:16)
22. Riot Starts (1:25)
23. Riot Gear (2:42)
24. SOB (0:32)
25. Match (1:44)
26. Where's Harris? (2:40)
27. Straighten Up (1:26)
28. Police Academy March (1:06)
29. El Bimbo - Claude Morgan, performed by Jean-Marc Dompierre and His Orchestra (1:49)

## Выпуск

### Домашние СМИ
- Полицейская академия на VHS (1984) Оригинальная театральная версия фильма, выпущенная в 1984 году. В Европе он был выпущен на видеокассете VHS под названием Police Academy: What An Institution!
- Полицейская академия: Специальное издание DVD к 20-летию (1984) DVD был выпущен во всем мире в 2004 году. Специальные функции включают документальный фильм «Создание», аудиокомментарии актеров и оригинальный театральный трейлер.
- Полицейская академия: Полная коллекция DVD (1984–1994): эта коллекция DVD представляет собой бокс-сет из семи дисков, в который вошли все семь фильмов Полицейской академии, выпущенных в период с 1984 по 1994 год. Полицейская академия 1, 2, 3, 6 и 7 имеют формат 1,85:1. широкоэкранный, Полицейская академия 4 и 5 в полноэкранном режиме 1,33:1. Все фильмы имеют многоязычные субтитры и собственные ретроспективные короткометражки.
- Набор DVD «4 Избранных фильмов: Полицейская академия 1-4» был выпущен 15 сентября 2009 года. Этот набор содержит первые четыре фильма серии на трех дисках: первые два фильма отдельно, а третий и четвертый фильмы на одном двустороннем. диск. «Полицейская академия 5-7» будет выпущена на DVD под названием «4 Избранных фильма: Сборник комедий о полицейских», в комплекте с «Заряженным оружием 1».
- Полицейская академия: Что за институт! Blu-ray был выпущен 1 июля 2013 года как Blu-ray без региональных ограничений. Этот Blu-ray содержит один диск и специальные функции[13].

## Прием

### Театральная касса
Полицейская академия вышла в прокат, взобравшись на 1 место в 1587 кинотеатрах США 23 марта 1984 года, собрав 8,6 миллиона долларов за первые выходные. Фильм собрал 81,2 миллиона долларов, став 6-м самым кассовым американским фильмом 1984 года. Он собрал 68,6 миллиона долларов за границей, а общая мировая валовая прибыль составила 149,8 миллиона долларов. Фильм принес прибыль в размере 35 миллионов долларов.

### Критический ответ
Фильм получил в основном положительные отзывы критиков и стал культовым. На Rotten Tomatoes фильм имеет рейтинг одобрения 57% на основе 30 обзоров. Критический консенсус гласит: «Полицейская академия грубая, грубая и гордая второкурсница, что является либо осуждением, либо громким одобрением, в зависимости от вашего вкуса в комедии». На Metacritic фильм получил 41 балл из 100 на основе отзывов 6 критиков, что указывает на «смешанные или средние отзывы».
Роджер Эберт из Chicago Sun-Times дал фильму ноль звезд из четырех, отметив, что «это действительно что-то. в будущем, когда тебе покажется, что ты смотришь плохую комедию, он мог и головой покачать, и снисходительно посмеиваться, и объяснить, что ты не знаешь, что такое плохо». Рецензия Эберта на фильм с нулевыми звездами стала известной, потому что (в отличие от многих других фильмов, которым он дал нулевые звездные рейтинги, он не заявлял, что «Полицейская академия» была морально неполноценна: он просто обнаружил, что это надир комедии, в котором не только не было смеха, но и, похоже, он не пытался рассмешить людей. Джин Сискель также ненавидел фильм и отметил, что в фильме было много того, что выглядело как декорации для шуток и изюминок, но тогда не было бы ни того, ни другого.
Критик Винсент Кэнби из The New York Times дал фильму неоднозначную оценку, заявив, что «фильм переходит от одной возмутительной сцены к другой с инерцией товарного поезда». Рита Кемпли из The Washington Post написала: «Внимание всем подразделениям: в районе Полицейской академии идет фарс. Разыскиваются подозреваемые в краже камеры и владении ночными штиками с намерением спровоцировать смех. Пожалуйста, ответьте на этот блюзовый бурлеск, одинаково забавный хит, который обязательно будет иметь долгую жизнь. Его целевая аудитория — те, кто может принять свои T&A с долей агрессии. Его сюжет — комбинация «Звериного дома» и «Офицера и джентльмена». Его звезды — радужная коалиция. горячих новичков и надежных, незаменимых профессионалов».

## Ремейк
В феврале 2010 года стало известно о том, что студия New Line собирается перезапустить «Полицейскую академию». Продюсер оригинала Пол Маслански был намерен вплотную заняться новой версией. В январе 2012 года был назначен режиссёр новой версии фильма, им стал Скотт Забилски. В сентябре 2018 года Стив Гуттенберг сообщил в Twitter о скором выходе новой части, однако точные сроки пока не уточнил.